# Loc-Envel
 Loc-Envel  (en bretón Lokenvel) es una población y comuna francesa, situada en la región de Bretaña, departamento de Côtes-d'Armor, en el distrito de Guingamp y cantón de Belle-Isle-en-Terre.

## Demografía
| 146 | 126 | 104 | 105 | 81 | 73 |
| Para los censos de 1962 a 1999 la población legal corresponde a la población sin duplicidades (Fuente: INSEE [Consultar]) |     |     |     |    |    |